# 義烏国際商貿城
義烏国際商貿城（イーウーこくさいしょうぼうじょう、簡体字中国語: 义乌国际商贸城、通称：福田市場）は、中華人民共和国浙江省義烏市にある卸売市場。約5万店が入居する世界最大の日用雑貨卸売市場として知られ、同じ義烏市内の中国小商品城、賓王市場と合わせて、世界的な日用品取引の中心地とされている。

## 概要
1982年11月に前身となる湖清門市場（湖清门市场）が開場して以降、相次ぐ取引により、市場は急速に大きくなっていった。その後、数度の拡張を経て、現在の形態ができあがった。
世界中のバイヤーが多く訪れ、日本の100円ショップ等の商品や雑誌の付録のうち、中国産のものは多くがこの市場で取引きされたものとなっている。また、市場で販売されている製品の90%以上は輸出用である。
近年は電子商取引の影響を受け、出店者は減少傾向にある。

## フロア構成

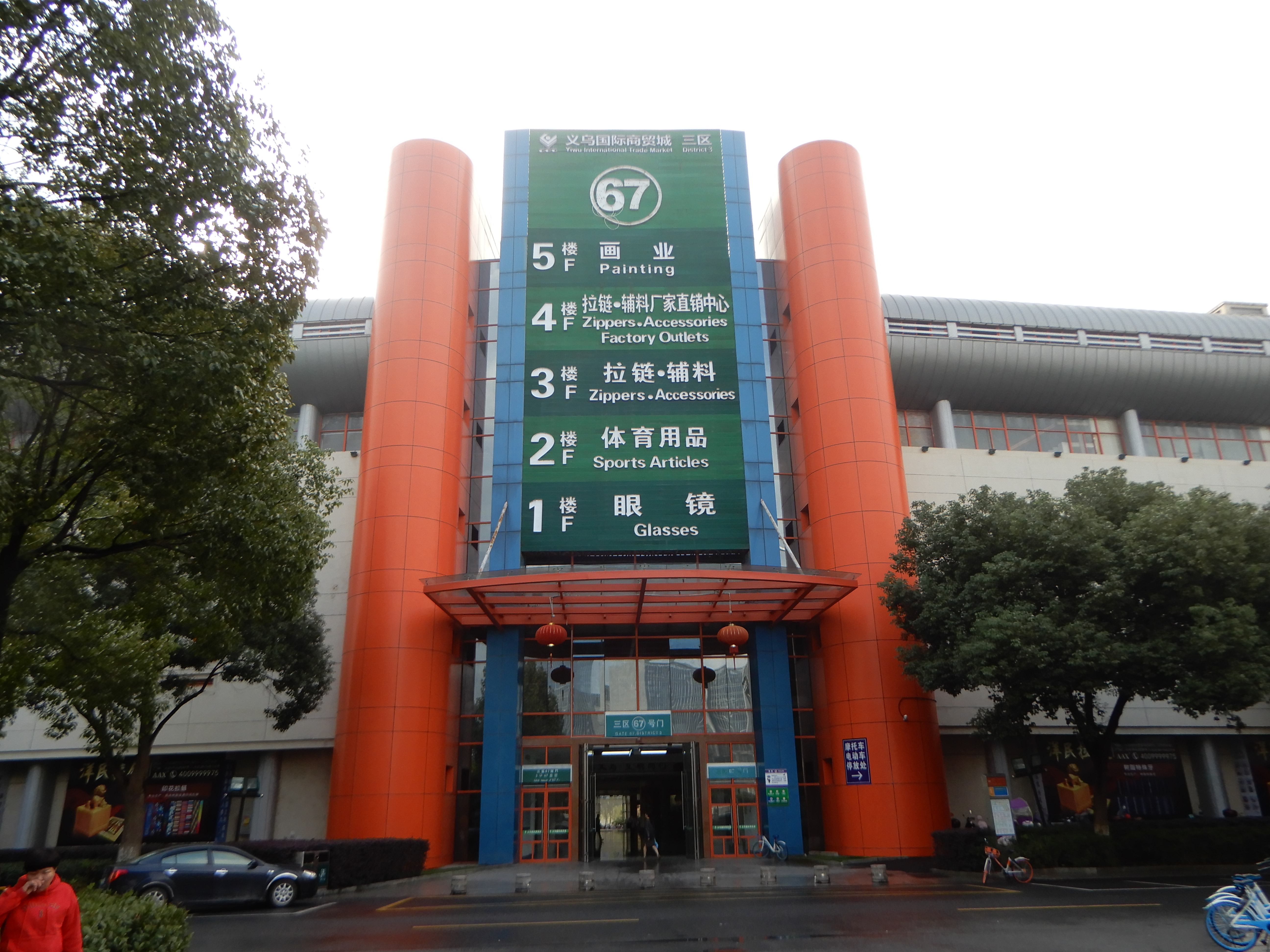
三区の入口

商品ごとの5つの棟に分かれており、内部は連絡橋で接続されている。5万を超える店舗と東京ドーム85個分にも及ぶ400万平方メートルの面積をカバーし、10万のサプライヤーが40万種類の製品を展示している (主に電子製品、おもちゃ、室内装飾品、ファッションアクセサリー、そしてクリスマスツリー、オーナメント、ライト、デコレーションなどのクリスマス用品)。
- 一区：2002年開業、床面積34万平方メートル、店舗は1万店余。
- 二区：2004年開業、床面積60万平方メートル、店舗は1万店余。
- 三区：2008年開業、床面積46万平方メートル。
- 四区：2008年開業、床面積108万平方メートル、店舗は2万店弱。
- 五区：2011年開業、床面積64万平方メートル、店舗は7000店余。

## 義烏指数
義烏指数（イーウーしすう、Yiwu Index）とは、義烏における市場での商品の売り上げを指標とする、経済や政治の動向を占う指数である。クリスマスシーズンに備えるクリスマス用品や、アメリカ合衆国大統領選挙など大規模な投票が行われる際に有権者が立候補者を応援するためのグッズなど、多くの商品がこの市場で取引きされている
。そのことから、市場関係者は、グッズの出荷数や販売数により経済動向や投票結果の見通しが立てられる。これらは世間の空気に流されることなく、実際の数値や感覚を元にしており、非公式ながら一定の的中率を誇る指数とされている。